# E263 (trasa europejska)
Trasa europejska E263 – droga klasy B w ramach sieci tras europejskich. Znajduje się w całości na obszarze Estonii, łącząc Tallinn z Luhamaa. Ma 288,5 km długości i w całości pokrywa się z estońską drogą krajową nr 2.
Droga przebiega m.in. przez estońskie miasta Tartu oraz Võru.